# Windmüller

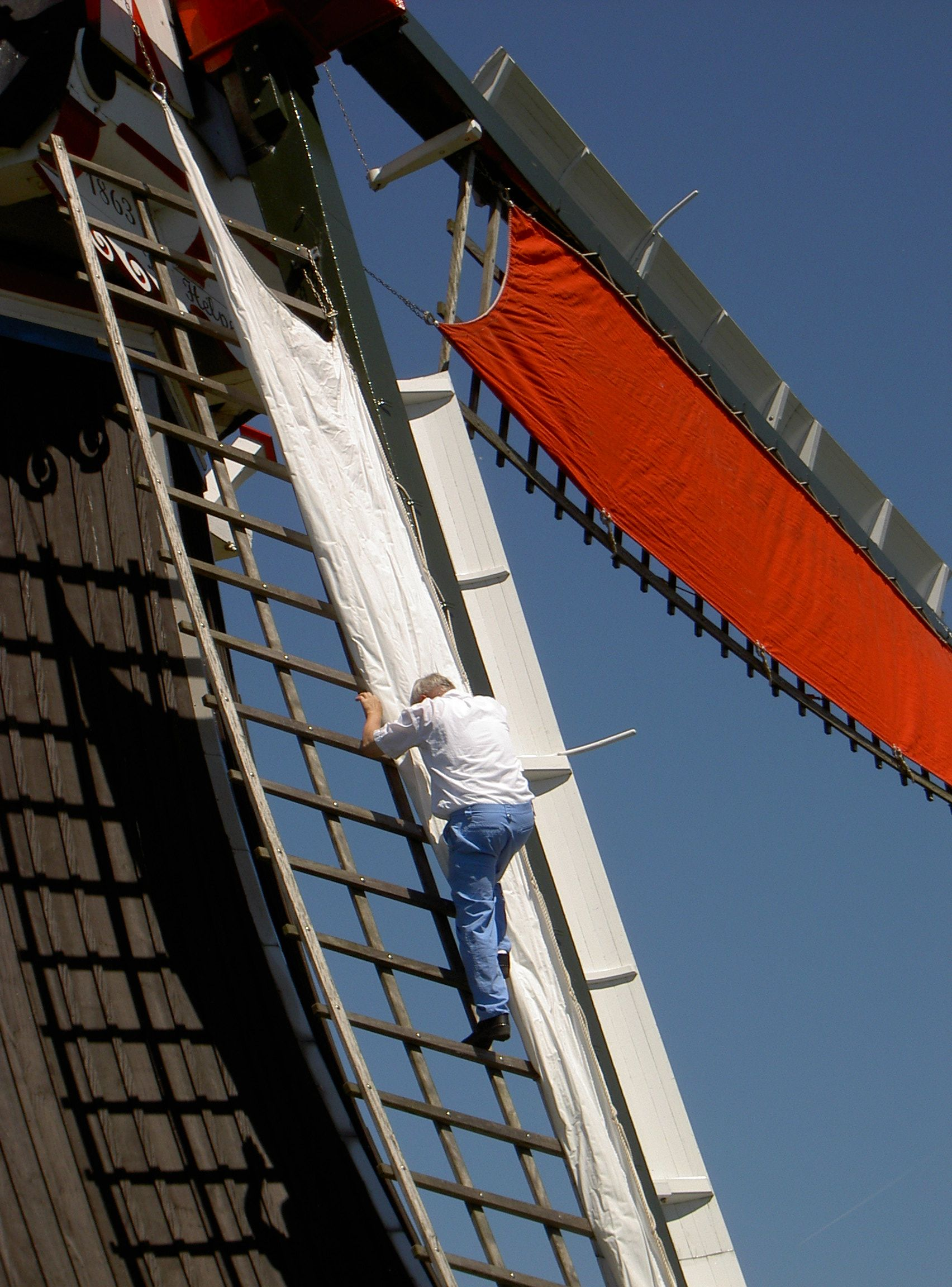
Windmüller beim Besegeln der Flügel

Der Windmüller arbeitet im Berufsfeld des Müllers und ist spezialisiert auf die besonderen Anforderungen der Windmühle. Dieser Handwerksberuf betreibt die Herstellung von Mehl, Gewürzen oder auch Futtermitteln, mit dem Unterschied, dass die Mahlwerke mit Windkraft angetrieben werden. Windmüller gibt es in Mitteldeutschland seit dem 18. Jahrhundert. Der heutige Ausbildungsberuf trägt die Bezeichnung: Müller (Verfahrenstechnologe in der Mühlen- und Futtermittelwirtschaft).

## Diplom-Windmüller
An der Britzer Mühle in Berlin werden seit der Restaurierung im Jahr 1987 Ausbildungskurse zum Hobby-Windmüller angeboten. Über 100 freiwillige Müllerinnen und Müller haben bereits die Ausbildung mit dem Diplom abgeschlossen und engagieren sich in unterschiedlichen Mühlenprojekten.
Mit der Ausbildung zum Diplom-Windmüller erwerben die Kursteilnehmer die praktischen Kenntnisse und das theoretische Wissen um die Pflege, Wartung und den Umgang mit einer Windmühle, sowie deren Inventar und Funktionsweise. Nur so kann eine sichere Bedienung und Vorführung bei öffentlichen Führungen und Veranstaltungen sichergestellt werden. Das Diplom berechtigt sie später, die Ausbildungs-Mühle selbständig zu bedienen.
Das Ausbildungsprogramm umfasst:
- praktische Ausbildung an der Britzer Mühle
- praktische Ausbildung an Mühlenprojekten in Berlin und Brandenburg
- praktische Ausbildung in der Tischlerei / Lehrwerkstatt
- Exkursionen zu Wind- und Wassermühlen
- Studienfahrt mit praktischer Ausbildung in Holland (1 Woche)
- Grundkurs für Wetterkunde in Zusammenarbeit mit der FU, Berlin
- Grundkurs für Getreide- und Mehlkunde an der Fachhochschule Beuth, Berlin

Die Ausbildung dauert ca. 1½ bis 2 Jahre und endet mit der mündlichen und praktischen Prüfung, die von einer Prüfungskommission – mit mindestens einem holländischen Müller – abgenommen wird. Aus Tradition wird auch die Diplom-Urkunde in holländischer Sprache abgefasst.
Diese Ausbildung ist kein Lehrberuf, sondern liefert einen wichtigen Beitrag zur Erhaltung und Pflege technischer Denkmale im Bereich der Wind- und Wassermühlen.